# Paranthura costana
Paranthura costana is een pissebed uit de familie Paranthuridae. De wetenschappelijke naam van de soort is voor het eerst geldig gepubliceerd in 1866 door Bate & Westwood.